# Steve Byrne

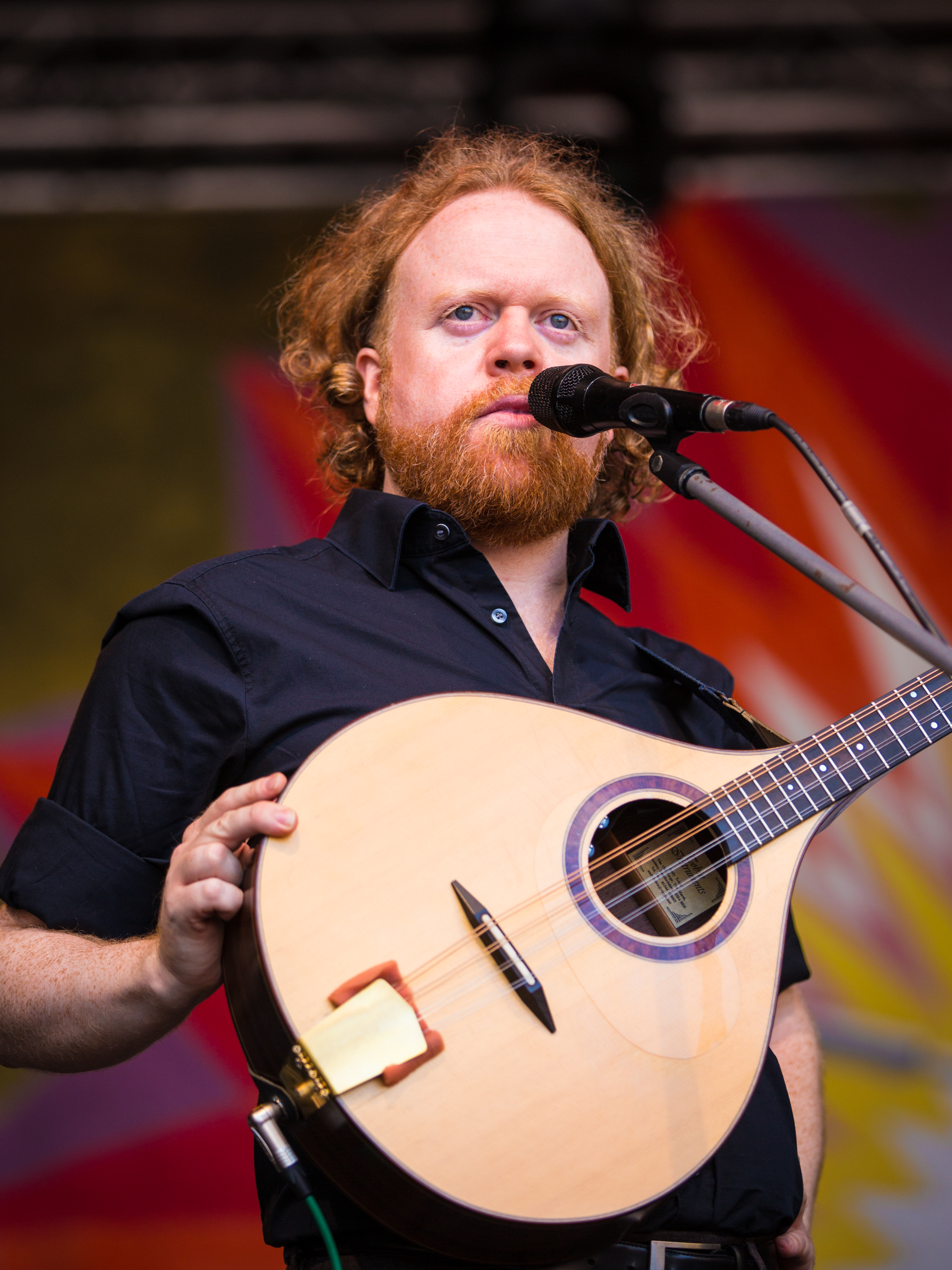
Steve Byrne beim Rudolstadt-Festival 2017

Steve Byrne (* 1978 in Arbroath, Angus, Schottland) ist ein schottischer Folkmusiker, Songwriter und Musikethnologe. Am bekanntesten ist er als Gründungsmitglied der schottischen Traditional-Folk-Band Malinky.

## Leben
Byrne stammt aus einer ländlichen Region an der Nordostküste Schottlands. Er absolvierte sein Studium samt Abschluss (2001) als Musikethnologe an der School of Scottish Studies der Universität Edinburgh. Ab 2002 war er für fünf Jahre Traditional Arts Officer des City of Edinburgh Council, wo ihm unter anderem die Organisation des jährlich im Frühjahr stattfindenden Cèilidh Culture - traditional arts festival oblag. Zugleich wurde die Pflege und Verbreitung der gälischen Sprache in Gestalt des Gaelic Language Plan der schottischen Hauptstadt von ihm weiter vorangetrieben. Ab Sommer 2007 kehrte er an die School of Scottish Studies zurück, um dort ein großangelegtes Archiv-Projekt zu übernehmen. 12.000 Stunden an musikalischen Aufnahmen aus ethnologischen Feldforschungen sind in digitalisierter Form aufzubereiten und für die Öffentlichkeit verfügbar zu machen.
Nebenher verfolgte Byrne stringent seine Laufbahn als Folksänger, Songwriter und Saiteninstrumentalist. Als Gründungsmitglied der Folkband Malinky nahm er zwischen 1999 und 2007 an zahllosen Auftritte um In- und Ausland sowie drei erfolgreichen Alben teil. Im Jahr 2006 brachte er sein erstes Soloalbum Songs from home auf den Markt.
Byrne war 2001 Finalist beim BBC-Wettbewerb Young Scottish Traditional Musician of the Year. Er war Bestandteil von Dr. Fred Freeman’s Live Shows mit den Songs des schottischen Nationaldichters Robert Burns und der Hommage an Hamish Henderson A the Bairns o Adam. Er spielte mit auf Alben von John Morran (Deaf Shepherd) und begleitete den renommierten Piper Fred Morrison. In der Emily Smith Band war er drei Jahre lang als Bouzoukist auf Tourneen dabei. Bei den nationalen Scots Trad Music Awards errang er 2006 den Titel Best Scots Singer.
Auf einer Deutschland-Solo-Tournee 2007 zeigte sich Steve Byrne als versierter Folk-Entertainer. Die Fachzeitschrift Folker! lobte ihn in der Rezension seines Albums als „intensiver und variationsreicher Folksänger“.

## Auszeichnungen
- Best Scots Singer in den Scots Trad Music Awards 2006[6]
- Finalist beim BBC Young Scottish Traditional Musician of the Year Wettbewerb 2001

## Diskografie
- Songs from home Soloalbum, Greentrax Recordings (CDTRAX 275), Februar 2006
- The unseen hours (mit Malinky) 2005
- Three Ravens (mit Malinky) 2002
- Last Leaves (mit Malinky) 2000
- Complete Songs of Robert Burns auf Linn Records (tragende Rolle bei Dr. Fred Freeman’s Projekt)